# Çatalada
Çatalada, también conocida como Çatal Ada, (anteriormente conocida como Volo) es una isla turca situada en el mar Egeo, a tres kilómetros de la ciudad de Turgutreis, al oeste de la península de Bodrum, en suroeste de Turquía. Se trata de una isla con tres colinas cónicas, cuyo nombre significa literalmente "isla tenedor".
La principal actividad económica de la isla es el turismo, los cruceros de la parte continental son regulares. También es un lugar de buceo popular.
Islas vecinas a corta distancia incluyen a Topan Adası, Çoban Adası y Yassıada.